# Metalectra chlorotherma
Metalectra chlorotherma là một loài bướm đêm trong họ Erebidae.